# Bantoidni jezici
Bantoidni jezici, jezici Bantu Afrikanaca koji se govore u središnjoj i južnoj Africi te pripadaju široj benue-kongoanskoj porodici. Broj ovih jezika iznosi 691, a dalje se granaju na sjeverne, južne i neklasificirane.

## Popis
A. Sjeverni bantoidni jezici (18) Nigerija, Kamerun: 
a1. Dakoidni jezici (4) Nigerija: dong, gaa, lamja-dengsa-tola, samba daka.
a2. Famski jezici (1) Nigerija: fam.
a3. Mambiloidni jezici (13): 
a. Mambila-Konjaski jezici (9):
a1. Konjaski jezici (2) Kamerun: kwanja, twendi.
a2. Magu-Kamkam-Kilaski jezici (4) Nigerija: mbongno, mvanip, ndunda,  somyev.
a3. Mambilaski jezici (2) Kamerun, Nigerija: mambila (2 jezika, jedan u Kamerunu, jedan u Nigeriji),
Njerupski jezici (1) Nigerija: njerep.
b. Ndoro jezici (1) Nigerija: ndoola.
c. 3. Suga-Vute jezici (3) Kamerun:
c1. Suga (1): suga
c2. Vute (2):  vute, wawa.
B. Južni bantoidni jezici (668; prije 659):
b1. Beboidni jezici (14) Kamerun, Nigerija: abar, bebe, bukwen, cung, fang, kemezung, koshin, mashi, mbu', mundabli, naki, ncane, noone, nsari.
b2. Ekoidni jezici (8) Nigerija: abanyom, efutop, ejagham, ekajuk, nde-nsele-nta, ndoe, nkem-nkum, nnam.
b3. Jarawaski jezici (15): bada, bile, duguri, dulbu, gwa, jarawa, kulung, labir, lame, mama, mbonga, mbula-bwazza, nagumi, ngong, shiki.
b4. Mamfeski jezici (3) Kamerun: denya, kendem, kenyang.
b5. Mbamski jezici (13) Kamerun: bati, elip, leti, mbule, mmaala, nomaande, nubaca, nugunu, tuki, tunen, tuotomb, yambeta,  yangben.
b6. Mbeski jezici (1) Nigerija: mbe.
b7. Bantuski jezici (513):
a. Centralni bantuski jezici (337) Demokratska Republika Kongo, Tanzanija, Republika Kongo, Angola, Kenija, Mozambik, Komori, Burundi, Ruanda, Bocvana, Lesoto, Uganda, Zambija, Namibija, Malavi, Zimbabve, Južnoafrička Republika, Esvatini, Sudan: 
a1. Bembe (D.50) (2) Demokratska Republika Kongo: bembe, buyu;
a2. Bira-Huku (D.30) (14) Demokratska Republika Kongo, Srednjoafrička Republika, Sudan, Uganda: amba, bera, bhele, bila, bodo, budu, homa, kaiku, kango, komo, mbo, ndaka, nyali, vanuma;
a3. Enya (D.10) (4) Demokratska Republika Kongo: enya, lengola, mbole, mituku;
a4. Lega-Kalanga (D.20) (11) Demokratska Republika Kongo: bali, beeke, hamba, holoholo, kanu, kwami, lega-mwenga, lega-shabunda, lika, songoora, zimba;
a5. Nyanga (D.40) (1) Demokratska Republika Kongo: nyanga;
a6. Chaga (E.30) (7) Tanzanija: gweno, kahe, machame, mochi, rombo, rwa, vunjo;
a7. Kikuyu-Kamba (E.20) (8) Tanzanija, Kenija: chuka, dhaiso, embu, gikuyu, kamba, meru, mwimbi-muthambi, tharaka;
a8. Kuria (E.10) (11) Tanzanija, Kenija: gusii, ikizu, ikoma, kabwa, kuria, ngurimi, sizaki, suba, temi, ware, zanaki;
a9. Nyika (E.40) (10) Kenija, Tanzanija: chonyi, digo, duruma, giryama, malakote, pokomo (2 jezika, gornji i donji), sagalla, segeju, taita;
a10. Nyilamba-Langi (F.30) (4) Tanzanija: langi, mbugwe, nilamba, nyaturu;
a11. Sukuma-Nyamwezi (F.20) (6) Tanzanija: bungu, kimbu, konongo, nyamwezi, sukuma, sumbwa;
a12. Tongwe (F.10) (6) Tanzanija, Zambija: bende, fipa, mambwe-lungu, pimbwe, rungwa, tongwe;
a13. Bena-Kinga (G.60) (9) Tanzanija: bena, hehe, kinga, kisi, magoma, manda, pangwa, sangu, wanji;
a14. Gogo (G.10) (2) Tanzanija: gogo, kagulu;
a15. Pogoro (G.50) (2) Tanzanija : ndamba, pogolo;
a16. Shambala (G.20) (4) Tanzanija, Kenija: asu, bondei, shambala, taveta;
a17. Swahili (G.40) (8) Komori, Demokratska Republika Kongo, Tanzanija, Mozambik: komorski (4 jezika: mwali, ndzwani, ngazidja i komorski, makwe, mwani, swahili (2 jezika: kongoanski swahili i swahili);
a18. Zigula-Zaramo (G.30) (11) Tanzanija, Somalija: doe, kami, kutu, kwere, luguru, mushungulu, ngulu, sagala, vidunda, zaramo, zigula;
a19. Hungana (H.40) (1) Demokratska Republika Kongo: hungana;
a20. Kongo (H.10) (10) Kongo, Demokratska Republika Kongo: beembe, doondo, kaamba, kongo (2 jezika: kongo, san salvador), kunyi, laari, suundi, vili, yombe;
a21. Mbundu (H.20) (4) Angola: bolo, mbundu, nsongo, sama;
a22. Yaka (H.30) (7) Angola, Demokratska Republika Kongo: lonzo, mbangala, ngongo, pelende, sonde, suku, yaka;
a23. Haya-Jita (J.20) (9) Tanzanija, Uganda: haya, jita,  kara, kerewe, kwaya, nyambo, subi, talinga-bwisi, zinza;
a24. Konzo (J.40) (2) Uganda, Demokratska Republika Kongo: konjo, nande;
a25. Masaba-Luyia (J.30) (8) Kenija, Uganda: bukusu, idakho-isukha-tiriki, logooli, luyia, masaba, istočni nyala, nyole, nyore;
a26. Nyoro-Ganda (J.10) (12) Uganda, Demokratska Republika Kongo: chiga, ganda, gungu, gwere, hema, kenyi, nyankore, nyoro, ruli, singa, soga, tooro;
a27 Rwanda-Rundi (J.60) (6) Tanzanija, Ruanda, Burundi: ha, hangaza, rundi, rwanda, shubi, vinza;
a28. Shi-Havu (J.50) (8) Demokratska Republika Kongo: fuliiru, havu, hunde, joba, kabwari, nyindu, shi, tembo;
a29 Chokwe-Luchazi (K.20) (9) Angola, Zambija, Demokratska Republika Kongo: chokwe, luchazi, luimbi, luvale, mbunda, mbwela, nkangala, nyemba, nyengo;
a30. Diriku (K.70) (1) Namibija: diriku;
a31. Holu (K.10) (4) Demokratska Republika Kongo: holu, kwese, phende, samba;
a32. Kwangwa (K.40) (6) Namibija, Zambija: kwangali, luyana, mashi, mbowe, mbukushu, simaa;
a33. Mbala (K.60) (1) Demokratska Republika Kongo: mbala;
a34. Salampasu-Ndembo (K.30) (3) Demokratska Republika Kongo, Zambija: lunda, ruund, salampasu;
a35. Subia (K.50) (3) Namibija, Zambija: fwe, subiya, totela;
a36. Bwile (L.10) (1) Zambija: bwile;
a37. Kaonde (L.40) (1) Zambija: kaonde;
a38. Luba (L.30) (6) Demokratska Republika Kongo: hemba, kanyok, luba-kasai, luba-katanga, lwalu, sanga;
a39. Nkoya (L.50) (1) Zambija: nkoya;
a40. Songye (L.20) (5) Demokratska Republika Kongo: bangubangu, binji, kete, luna, songe;
a41. Bemba (M.40) (3) Demokratska Republika Kongo, Zambija: aushi, bemba, taabwa;
a42. Bisa-Lamba (M.50) (3) Demokratska Republika Kongo, Zambija: lala-bisa, lamba, seba;
a43. Lenje-Tonga (M.60) (6) Zambija, Zimbabve: dombe, ila, lenje, sala, soli, tonga;
a44. Nyakyusa (M.30) (1) Tanzanija : nyakyusa-ngonde;
a45. Nyika-Safwa (M.20) (6) Tanzanija, Zambija: malila, ndali, nyamwanga, nyiha, safwa, wanda;
a46. Nyika-Safwa (N.20) (1) Malavi: lambya;
a47. Manda (N.10) (3) Tanzanija, Malavi: matengo, ngoni, tonga;
a48. Manda (N.12) (1) Tanzanija : mpoto;
a49. Nyanja (N.30) (1) Malavi : nyanja;
a50. Senga-Sena (N.40) (7) Mozambik, Zimbabve, Malavi, Zambija:  barwe, kunda, nsenga, nyungwe, phimbi, sena (2 jezika: malavijski sena i sena);
a51. Tumbuka (N.20) (1) Malavi: tumbuka;
a52. Makua (P.30) (16) Mozambik, Malavi: chuwabu, kokola, koti, lolo, lomwe, maindo, makhuwa, makhuwa-marrevone, makhuwa-meetto, makhuwa-moniga, makhuwa-saka, makhuwa-shirima, manyawa, marenje, nathembo, takwane;
a53. Matumbi (P.10) (7) Tanzanija: matumbi, mbunga, ndendeule, ndengereko, ngindo, nindi, rufiji;
a54. Yao (P.20) (6) Tanzanija, Malavi: machinga, makonde, mwera ili chimwera, mwera ili nyasa, ndonde hamba, yao;
a55. Herero (R.30) (2) Angola, Namibija: herero, zemba;
a56. Ndonga (R.20) (5) Angola, Namibija: kwambi, kwanyama, mbalanhu, ndonga, ngandyera;
a57. Južni Mbundu (R.10) (4) Angola: ndombe, nkhumbi, nyaneka, umbundu;
a58. Yeye (R.40) (1) Bocvana: yeyi;
a59. Chopi (S.60) (2) Mozambik: chopi, tonga;
a60. Nguni (S.40) (4) Južnoafrička Republika, Esvatini, Zimbabve: ndebele, swati, xhosa, zulu;
a61. Shona (S.10) (8) Mozambik, Zimbabve: dema, kalanga, manyika, nambya, ndau, shona, tawara, tewe;
a62. Sotho-Tswana (S.30) (8) Bocvana, Južnoafrička Republika, Zambija, Lesoto: birwa, kgalagadi, lozi, ndebele, sotho (2 jezika: sjeverni i južni), tswana, tswapong;
a63. Tswa-Ronga (S.50) (3) Mozambik, Južnoafrička Republika: ronga, tsonga, tswa;
a64. Venda (S.20) (1) Južnoafrička Republika: venda;
a65. Neklasificirani (9) Sudan, Demokratska Republika Kongo, Tanzanija: boguru, gbati-ri, isanzu, kari, mayeka, ngbee, ngbinda, nyanga-li, songo;
b. Sjeverozapadni bantuski jezici (174) Kamerun, Republika Kongo, Ekvatorijalna Gvineja, Gabon, Srednjoafrička Republika, Demokratska Republika Kongo: 
b1. Bafia (A.50) (5) Kamerun: bafia, dimbong, hijuk, lefa, tibea;
b2. Basaa (A.40) (4) Kamerun: bakoko, bankon, barombi, basaa;
b3. Bube-Benga (A.30) (5) Ekvatorijalna Gvineja, Kamerun:  batanga, benga, bube, ngumbi, yasa;
b4. Duala (A.20) (7) Kamerun: bakole, bubia, duala, isu, malimba, mokpwe, wumboko;
b5. Kako (A.90) (3) Kamerun: kako, kwakum, pol;
b6. Lundu-Balong (A.10) (8) Kamerun: akoose, bafaw-balong, bakaka, bassossi, bonkeng, mbo, nkongho, oroko;
b7. Makaa-Njem (A.80) (13) Kamerun, Kongo, Srednjoafrička Republika: bekwil, bomwali, byep,gyele, kol, koonzime, makaa, mpiemo, mpongmpong, ngumba, njyem, so, ukhwejo;
b8. Yaunde-Fang (A.70) (8) Kamerun, Ekvatorijalna Gvineja: bebele, bebil, beti, bulu, eton, ewondo, fang, mengisa;
b9. Kele (B.20) (10) Gabon, Ekvatorijalna Gvineja: kélé, kota, mahongwe, mbangwe, ndasa, ngom, sake, seki, sighu, wumbvu;
b10. Mbere (B.60) (6) Gabon, Kongo, Demokratska Republika Kongo: kaningi, mbere, ndumu, ngul, ombamba, yangho;
b11. Myene (B.10) (1) Gabon: myene;
b12. Njebi (B.50) (4) Gabon, Kongo: duma, njebi, tsaangi, wandji;
b13. Sira (B.40) (7) Gabon: barama, bwisi, lumbu, punu, sangu, sira, vumbu;
b14. Teke (B.70) (12) Kongo, Gabon, Demokratska Republika Kongo: ibali (kiteke), ngungwel, tchitchege, teke-eboo, teke-fuumu, teke-kukuya, teke-laali, teke-nzikou, teke-tege, teke-tsaayi, teke-tyee, yaka;
b15. Tsogo (B.30) (5) Gabon: bubi, kande, pinji, simba, tsogo;
b16. Yanzi (B.80) (6) Demokratska Republika Kongo: boma, ding, mfinu, mpuono, tiene, yansi;
b17. Bangi-Ntomba (C.40) (27) Demokratska Republika Kongo: babango, baloi, bamwe, bangala, bangi, boko, bolia, boloki, bolondo, bomboli, bomboma, bozaba, budza, dzando, libinza, likila, lingala, lobala, lusengo, mabaale, moi, ndobo, ndolo, ntomba, sakata, sengele, yamongeri;
b18. Bushong (C.90) jezici (5) Demokratska Republika Kongo: bushoong, dengese, lele, songomeno, wongo;
b19. Kele (C.60) jezici (6) Demokratska Republika Kongo: foma, kele, lombo, poke, so, mbesa;
b20. Mbosi (C.30) jezici (6) Kongo: akwa, koyo, likwala, likuba, mboko, mbosi;
b21. Mongo (C.70) jezici (4) Demokratska Republika Kongo: lalia, mongo-nkundu, ngando, ombo;
b22. Ngando (C.10) jezici (2) Srednjoafrička Republika: ngando, yaka;
b23. Ngombe (C.50) jezici (8) Demokratska Republika Kongo: bwa, bwela, kango, ligenza, ngelima, ngombe, pagibete, tembo;
b24. Ngundi (C.20) jezici (6) Srednjoafrička Republika, Republika Kongo: bomitaba, bongili, dibole, mbati, ngundi, pande;
b25. Tetela (C.80) jezici (5) Demokratska Republika Kongo: kela, kusu, nkutu, tetela, yela;
b26. Neklasificirani (1) Ekvatorijalna Gvineja: molengue.
c. Neklasificirani (2) Demokratska Republika Kongo: bemba, songa.
b8. Ndemli jezici (1) Kamerun: ndemli.
b9. Tikar jezici (1) Kamerun: tikar.
b10. Tivoid jezici (17) Kamerun, Nigerija: abon, ambo, balo, batu, bitare, caka, eman, esimbi, evant, iceve-maci, ipulo, iyive, manta, mesaka, osatu, otank, tiv.
b11. Wide Grassfields jezici (67) Kamerun, Nigerija: 
a. Menchum jezici (1) Kamerun: befang.
b. Narrow Grassfields jezici (63): 
. Fum, Nigerija.
b1. Mbam-Nkam jezici (35) Kamerun: Bamileke (11): fe'fe', ghomálá', kwa', medumba, mengaka, nda'nda', ngiemboon, ngomba, ngombale, ngwe, yemba; Ngemba (9): awing, bafut, bambili-bambui, bamukumbit, beba, kpati, mendankwe-nkwen, ngemba, pinyin; Nkambe (7): dzodinka, kwaja, limbum, mbe', mfumte, ndaktup, yamba; Nun (8): baba, bafanji, bamali, bambalang, bamenyam, bamun, bangolan, mungaka.
b2. Momo jezici (8) Kamerun: menka, meta', mundani, ngamambo, ngie, ngoshie, ngwo, njen.
b3. Ring jezici (17) Kamerun: aghem, babanki, bamunka, bum, isu, kenswei nsei, kom, kuk, kung, laimbue, lamnso', mmen, oku, vengo, weh, wushi, zhoa.
b4. Neklasificirani (2)  Nigerija: nde-gbite, viti.
c. Zapadni Momo jezici (3) Kamerun: ambele, atong, busam.
b12. Neklasificirani (6) demokratska Republika Kongo, Kamerun: bikya, bishuo, borna, busuu, buya, moingi.
C. Neklasificirani (4) Nigerija: áncá, buru, kwak, nshi.

## Vanjske poveznice
- Ethnologue (14th)
- Ethnologue (15th)